# Miles VI de Noyers
Miles VI de Noyers ou Milon VI de Noyers, né après 1186 et mort vers 1232, est seigneur de Noyers, Vallan et Maisey à la fin du XIIe siècle et au début du XIIIe siècle. Il est le fils de Clarembaud de Noyers, seigneur de Noyers, et d'Ada de Montmirail.
Trop jeune pour succéder directement à son père à la mort de celui-ci, il est d'abord sous la tutelle de son oncle Hugues de Noyers, évêque d'Auxerre, qui fait fortifier le château et la ville de Noyers et lui achète le village de Vallan.
Il est par la suite un des principaux partisans de son beau-frère Érard de Brienne-Ramerupt, prétendant au comté de Champagne au nom de son épouse Philippa de Champagne, lors de la guerre de succession qui l'oppose à la comtesse régente Blanche de Navarre. Il soutient d'abord le siège de son château par celle-ci puis participe aux conflits aux côtés d'Érard, mais tous deux ainsi que leurs alliés sont excommuniés par le pape, ce qui les contraint à signer une trêve puis à renoncer à leurs prétentions.
Malgré cette prise de position, il semble garder l'estime de ses puissants voisins et est même nommé bouteiller de Bourgogne à titre héréditaire par le duc.
Il meurt vers la fin de l'année 1231 ou au début de 1232 et est remplacé par son fils aîné Miles VII de Noyers.

## Biographie

### Début de carrière

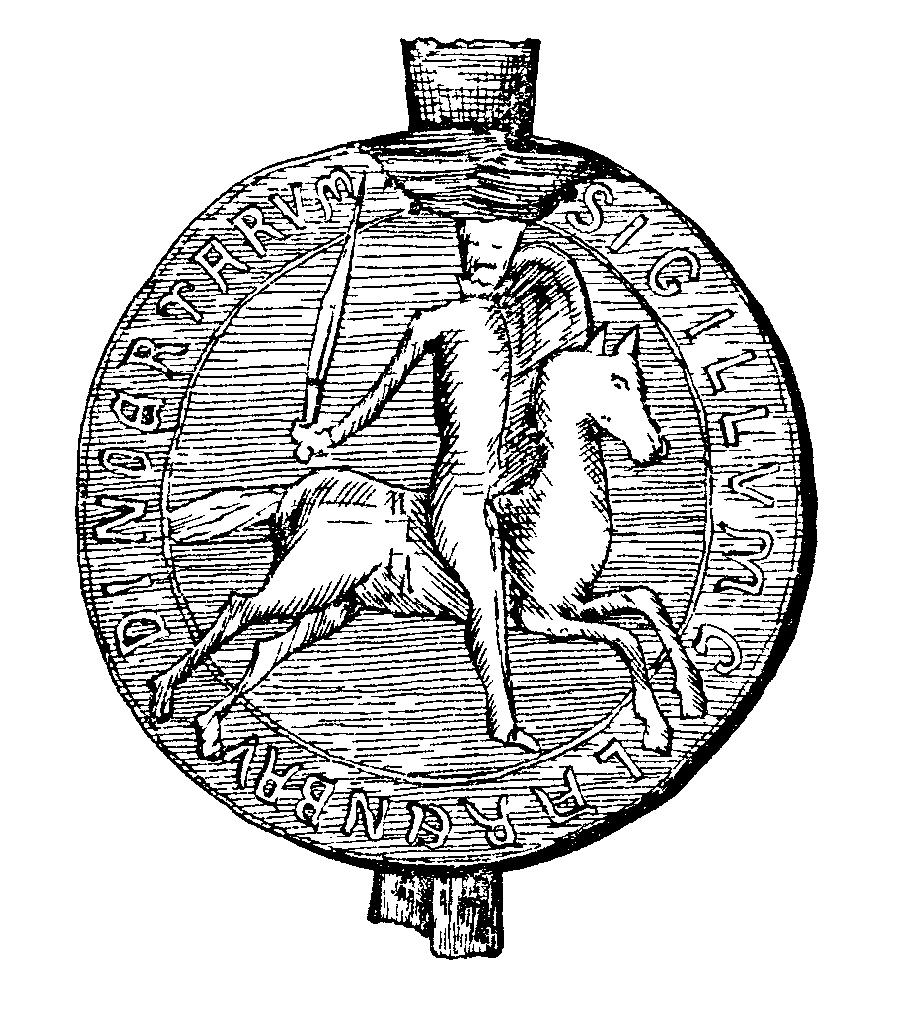
Sceau de Clarembaud de Noyers, père de Miles VI.

Il est le fils aîné de Clarembaud de Noyers, seigneur de Noyers, et de son épouse Ada de Montmirail.
Il devient à son tour seigneur de Noyers à la mort de son père vers 1196 mais est encore trop jeune pour pouvoir exercer le pouvoir par lui même. Il est alors placé sous la tutelle de son oncle Hugues de Noyers, évêque d'Auxerre depuis 1183, qui fait entourer la ville de Noyers d'un rempart et agrandit et fortifie le château de Noyers. Enfin, Hugues achète pour son neveu la terre de Vallan, près de sa ville épiscopale, moyennant une très grand somme.
Peu après la mort de son oncle en 1206, le duc de Bourgogne Eudes III lui donne à titre de fief les terres et le château de Maisey, sans doute pour l'attirer par ses faveurs afin de l'avoir dans sa dépendance.
Puis, vers 1211, il épouse Agnès de Brienne-Ramerupt, fille d'André de Brienne, seigneur de Ramerupt, et de son épouse Adélaïde de Traînel-Venizy, dame de Venizy, dont le frère Érard de Brienne-Ramerupt sera quelques années plus tard à l'origine de la guerre de succession de Champagne .

### Guerre de succession de Champagne

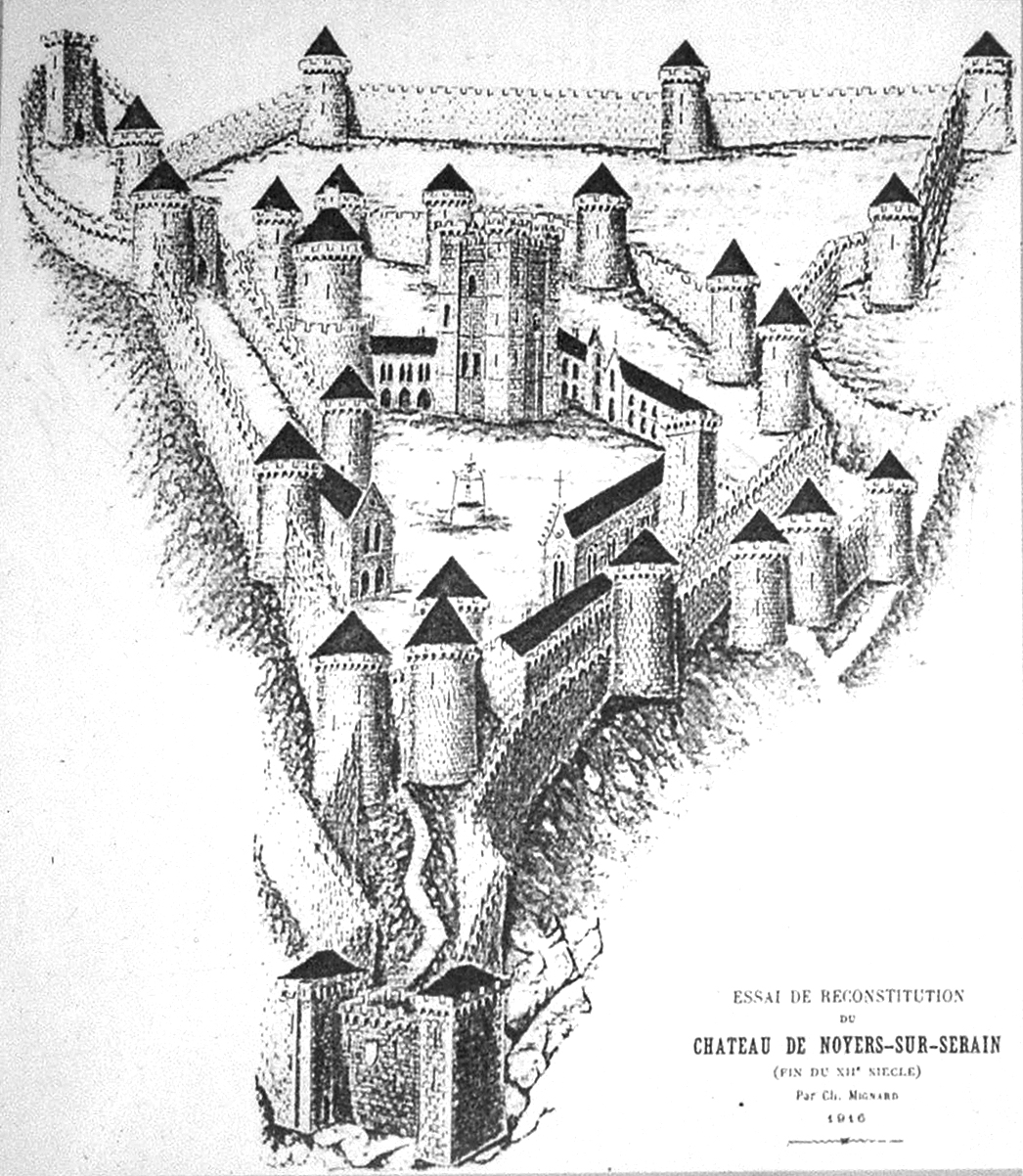
Essai de reconstitution du château de Noyers à la fin du XIIe siècle, par Charles Mignard.

En janvier 1216, son beau-frère Érard de Brienne-Ramerupt rentre de terre sainte où il a épousé Philippa de Champagne, fille de l'ancien comte de Champagne Henri II, afin de revendiquer en son nom le comté de Champagne, malgré l'interdiction qui lui en a été faite par la comtesse régente Blanche de Navarre qui lui a confisqué ses terres en représailles. Ainsi privé de résidence, le jeune couple réside alors auprès de Miles dans son château de Noyers, où la comtesse vient rapidement faire le siège de la ville mais sans réussir à la prendre et se contente de ravager la campagne environnante avant de devoir lever le siège à la demande du roi Philippe-Auguste.
Miles fait ensuite partie des proches d'Érard lors de la guerre de succession de Champagne et est excommunié en même temps que lui dès 1217, ce qui les force à demander une paix avec la comtesse Blanche où Miles fait alors partie des cautions fournies par Érard dans la trêve de 4 années signée le 8 juillet 1218.
Il vit alors plusieurs années dans une paix instable mais toujours sous le coup de son excommunication, même si plusieurs témoignages attestent de sa présence lors d'offices religieux dans des abbayes ou encore auprès d'importants prélats.
Après réparations des dommages qu'il a causé conformément à la demande du pape, Érard renonce définitivement à ses prétentions au prix le plus fort et son excommunication est finalement levée ainsi que celle de Miles et de ses derniers partisans.

### Fin de carrière

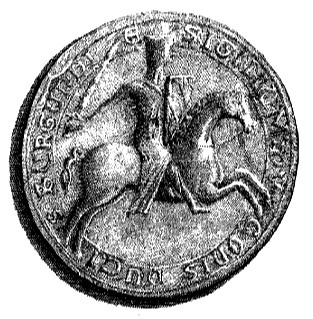
Sceau du duc de Bourgogne.

La réputation de Miles ne semble pas avoir souffert de son parti-pris lors la guerre de succession de Champagne, car il figure toujours aux côtés de grands seigneurs pour le reste de sa carrière. Il est ainsi présent au château de Druyes le 15 août 1223 lorsque la comtesse Mathilde de Courtenay réalise la charte d'affranchissement des habitants d'Auxerre, dont il est l'un des cosignataires.
En 1229, il est confirmé dans la charge honorifique de bouteiller de Bourgogne par le duc Hugues IV de Bourgogne, dont il avait déjà été investi par le père de ce dernier, Eudes III de Bourgogne, charge qui est également rendue héréditaire.
En 1230, il réalise un mariage prestigieux pour sa fille Isabelle de Noyers, qui épouse le comte de Joigny Guillaume II, et lui donne comme dot sa terre de Vallan qui lui avait achetée par son oncle Hugues de Noyers pendant sa minorité.
En 1231, il est également cosignataire de la charte d'affranchissement de la ville de Nevers que réalisent Mathilde de Courtenay, également comtesse de Nevers, et son époux Guigues IV de Forez.
Toujours en 1231, probablement malade et sachant sa fin proche, il réalise son testament et fonde son anniversaire dans l'église abbatiale Saint-Marien d'Auxerre moyennant une rente de dix livres, et meurt probablement peu après.

## Famille

Blason des seigneurs de Ramerupt issus de la maison de Brienne (burelé d'azur et d'or, au lion d'or, brochant sur le tout).

### Mariage et enfants
Vers 1211, il épouse Agnès de Brienne-Ramerupt, fille d'André de Brienne, seigneur de Ramerupt, et de son épouse Adélaïde de Traînel-Venizy, dame de Venizy, avec qui il a cinq enfants, :
- Miles VII de Noyers, qui succède à son père ;
- Isabelle de Noyers, qui épouse en premières noces Guillaume II de Joigny, comte de Joigny, fils de Guillaume Ier de Joigny et d'Adélaïde de Nevers, d'où postérité. Veuve, elle épouse en secondes noces veuve Hugues II de Saint-Vérain, fils de Gibaud III de Saint-Vérain et d'Agnès de Courtenay, d'où postérité ;
- Béatrix de Noyers, première abbesse de Marcilly ;
- Philippa de Noyers, qui épouse Hugues de Til-Châtel, seigneur de Coublant, fils de Guy IV, seigneur de Til-Châtel, et de son épouse Guillemette de Bourbonne, d'où postérité ;
- Alix de Noyers.